# Daniel Bilos
Daniel Rubén Bilos, né le 3 septembre 1980 à Pergamino, en Argentine, est un ancien footballeur argentin évoluant au poste d'ailier gauche. Il possède aussi un passeport croate. 
Ce milieu de terrain offensif, mesurant 1,94 m, arrête sa carrière professionnelle en 2009, à seulement 29 ans.

## Carrière professionnelle
Bilos commence sa carrière en 1999 au Sportivo Pergamino mais est rapidement repéré par le CA Banfield. En quatre ans, il joue notamment la Copa Libertadores 2005 avec ce club. À l'été 2005, il s'engage avec Boca Juniors, l'un des principaux clubs du pays, avec qui il gagne les championnats Apertura 2005 et Clausura 2006, ainsi que la Copa Sudamericana 2005.
D'origine croate, Daniel Bilos aurait pu participer à la coupe du monde 2006 avec la Croatie mais il décline l'offre pour jouer pour son pays de naissance. Il connait finalement sa première sélection avec l'Albiceleste le 16 novembre 2005 face au Qatar (victoire 0-3).
En 2006, il signe un contrat de trois ans avec l'Association sportive de Saint-Étienne Loire qui le transfère pour 1,5 million d'euros. Après seulement 14 matchs en Ligue 1, il est prêté au Club América, au Mexique. Il retourne ensuite en Argentine, au San Lorenzo pour le championnat d'Apertura 2007 mais il est victime de blessures à répétition.
De retour à l'entrainement avec l'AS Saint-Étienne en juin 2008, il résilie finalement son contrat le 28 août de la même année. Banfield, son club formateur, l'engage dans la foulée mais il n'y jouera aucun match, incapable de se remettre d'une grave blessure à la cuisse gauche. Le 15 décembre 2009, il annonce sa retraite sportive.
En janvier 2011, il reprend sa carrière en amateur, en 3e division argentine, en signant pour le petit club de sa ville natale de Pergamino, le CA Douglas Haig. 

## Statistiques
| Saison    | Équipe        | Championnat | Matchs | Buts |
| --------- | ------------- | ----------- | ------ | ---- |
| 2000-2001 | Banfield      | Division 1  | 1      | 0    |
| 2001-2002 | Banfield      | Division 1  | 22     | 1    |
| 2002-2003 | Banfield      | Division 1  | 23     | 3    |
| 2003-2004 | Banfield      | Division 1  | 31     | 8    |
| 2004-2005 | Banfield      | Division 1  | 18     | 3    |
| 2005-2006 | Boca Juniors  | Division 1  | 33     | 5    |
| 2006-2007 | Saint-Etienne | Ligue 1     | 14     | 0    |
| 2006-2007 | América       | Division 1  | 7      | 2    |
| 2007-2008 | San Lorenzo   | Division 1  | 14     | 1    |
| 2008-2009 | Banfield      | Division 1  | 0      | 0    |
| 2009-2010 | Sans club     | Sans club   | N/D    | N/D  |
| 2010-2011 | Sans club     | Sans club   | N/D    | N/D  |
| 2011-2011 | Douglas Haig  | Division 3  | 1      | 0    |

Dernière mise à jour le 3 février 2011

## Palmarès
- 1re sélection en Équipe d'Argentine : 16 novembre 2005 (Qatar 0-3 Argentine).
- 1er but Équipe d'Argentine le 10 octobre 2006 (Argentine 1-2 Espagne).
- 1er match en L1 : 05/08/06 : AS Saint-Étienne 1-2 FC Sochaux
- Copa Sudamericana : 2005 (Boca Juniors)
- Championnat d'Argentine de football en 2005, 2006 (Boca Juniors).
- Quart de finaliste et 2d Meilleur Buteur ex aequo de la Copa Libertadores 2005 (Banfield)